# All Cannings
All Cannings è un villaggio e una parrocchia civile della contea del Wiltshire, Distretto di Kennet nel Sud Ovest dell'Inghilterra, Regno Unito.

## Geografia

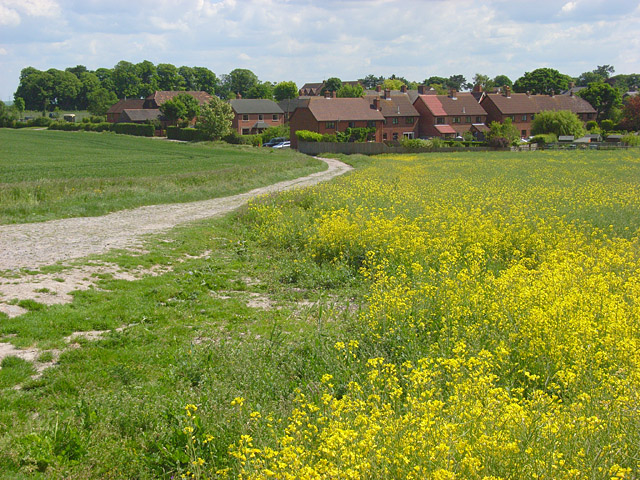
Territorio rurale di All Cannings

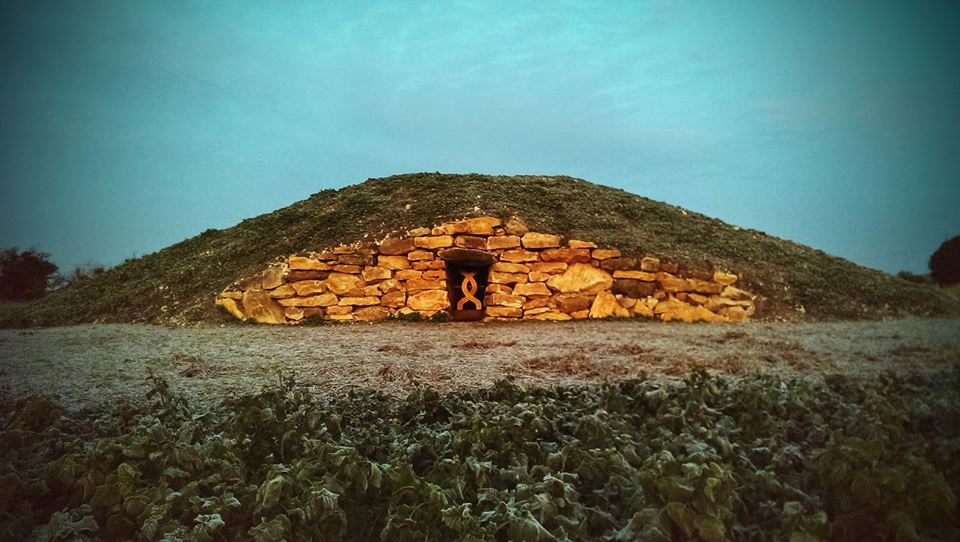
Tumulo di Long Barrow

All Cannings si trova ad est di Devizes. La parte meridionale del territorio tocca l'abitato di Pewsey sulle Marlborough Downs e comprende la collina Tan, di discreta altezza.  Viene attraversata da un affluente del fiume Avon.

## Storia
L'antica parrocchia di All Cannings comprendeva le decime di All Cannings, Allington e Fullaway, una parte staccata di All Cannings situata tra Stert e Urchfont. Anche Etchilhampton era una cappella di All Cannings ma, probabilmente perché aiutava i propri poveri, era considerata un'antica parrocchia all'inizio del XIX secolo e divenne una parrocchia civile. I confini della parte principale sono generalmente contrassegnati da importanti caratteristiche naturali e sono apparentemente antichi. Pietre antiche segnavano ancora i confini con East Kennett e Avebury nel 1971 e un ruscello separa le due decime da Etchilhampton. A sud del villaggio di All Cannings, dove quel ruscello scorreva nella parrocchia lungo la strada da Etchilhampton ad All Cannings, c'è Etchilhampton Water. Dopo il 1799 il ruscello fu incanalato in un fosso e deviato sotto la strada.

## Monumenti e luoghi d'interesse
Nel territorio di All Cannings sono presenti vari edifici e punti di interesse. Ad esempio:
- Long Barrow. Si tratta di un tumulo moderno ispirato ai tumuli neolitici costruiti 5.500 anni fa. È stato il primo tumulo costruito in Gran Bretagna in migliaia di anni.[4]
- Chiesa di Tutti i Santi. Appartiene alla diocesi di Salisbury, è stata edificata nel XIX secolo e dal 19 marzo 1962 è un monumento classificato di secondo grado per il suo particolare interesse storico e architettonico.[5]
- Collina di Sant'Anna.[6]